# Lista de distritos da Alemanha
A Alemanha está dividida em 401  distritos. Estes dividem-se em 294 distritos rurais (em alemão:  Kreise, singular: Kreis, literalmente "distritos"; na Renânia do Norte-Vestefália e no Eslésvico-Holsácia: Landkreise, singular: Landkreis, literalmente "distritos rurais"), e 107 distritos urbanos (em alemão:  Kreisfreie Städte, literalmente "cidades livres de distrito"; ou, em Bade-Vurtemberga apenas, em alemão:  Stadtkreise, literalmente "distrito urbano" – cidades que constituem distritos de seu próprio direito).
| Distrito                                                                   | Forma  | Estado                          | Sede administrativa                                     |
| -------------------------------------------------------------------------- | ------ | ------------------------------- | ------------------------------------------------------- |
| Ahrweiler                                                                  | Rural  | Renânia-Palatinado              | Bad Neuenahr-Ahrweiler                                  |
| Aichach-Friedberg                                                          | Rural  | Baviera                         | Aichach                                                 |
| Alpes-Danúbio, Distrito dos (Alb-Donau-Kreis)                              | Rural  | Bade-Vurtemberga                | Ulm                                                     |
| Alpes de Zollern, Distrito dos (Zollernalbkreis)                           | Rural  | Bade-Vurtemberga                | Balingen                                                |
| Alpes Orientais, Distrito dos (Ostalbkreis)                                | Rural  | Bade-Vurtemberga                | Aalen                                                   |
| Algóvia Oriental (Ostallgäu)                                               | Rural  | Baviera                         | Marktoberdorf                                           |
| Alta Algóvia (Oberallgäu)                                                  | Rural  | Baviera                         | Sonthofen                                               |
| Alta Floresta do Espreia-Lusácia (Oberspreewald-Lausitz)                   | Rural  | Brandemburgo                    | Senftenberg                                             |
| Alta Sauerlândia, Distrito da (Hochsauerlandkreis)                         | Rural  | Renânia do Norte-Vestefália     | Meschede                                                |
| Altemburgo, Terra de (Altenburger Land)                                    | Rural  | Turíngia                        | Altemburgo (Altenburg)                                  |
| Altenkirchen                                                               | Rural  | Renânia-Palatinado              | Altenkirchen                                            |
| Alto Berg, Distrito do (Oberbergischer Kreis)                              | Rural  | Renânia do Norte-Vestefália     | Gummersbach                                             |
| Alto Havel (Oberhavel)                                                     | Rural  | Brandemburgo                    | Oraniemburgo (Oranienburg)                              |
| Alto Taunus, Distrito do (Hochtaunuskreis)                                 | Rural  | Hesse                           | Bad Homburg vor der Höhe                                |
| Altötting                                                                  | Rural  | Baviera                         | Altötting                                               |
| Alzey-Worms                                                                | Rural  | Renânia-Palatinado              | Alzey                                                   |
| Amberg                                                                     | Urbano | Baviera                         |                                                         |
| Amberg-Sulzbach                                                            | Rural  | Baviera                         | Amberg                                                  |
| Ammerland                                                                  | Rural  | Baixa Saxónia                   | Westerstede                                             |
| Anhalt-Bitterfeld                                                          | Rural  | Saxónia-Anhalt                  | Köthen (Anhalt)                                         |
| Ansbach                                                                    | Rural  | Baviera                         | Ansbach                                                 |
| Ansbach                                                                    | Urbano | Baviera                         |                                                         |
| Aquisgrano, Região Urbana de (Städtregion Aachen)                          | Rural  | Renânia do Norte-Vestefália     | Aquisgrano (Aachen)                                     |
| Aquisgrano (Aachen)                                                        | Urbano | Renânia do Norte-Vestefália     |                                                         |
| Aschafemburgo (Aschaffenburg)                                              | Rural  | Baviera                         | Aschaffenburg (Aschaffenburg)                           |
| Aschafemburgo (Aschaffenburg)                                              | Urbano | Baviera                         |                                                         |
| Augsburgo (Augsburg)                                                       | Rural  | Baviera                         | Augsburgo (Augsburg)                                    |
| Augsburgo (Augsburg)                                                       | Urbano | Baviera                         |                                                         |
| Aurich                                                                     | Rural  | Baixa Saxónia                   | Aurich                                                  |
| Bad Dürkheim                                                               | Rural  | Renânia-Palatinado              | Bad Dürkheim                                            |
| Bad Kissingen                                                              | Rural  | Baviera                         | Bad Kissingen                                           |
| Bad Kreuznach                                                              | Rural  | Renânia-Palatinado              | Bad Kreuznach                                           |
| Bad Tölz-Wolfratshausen                                                    | Rural  | Baviera                         | Bad Tölz                                                |
| Baden-Baden                                                                | Urbano | Bade-Vurtemberga                |                                                         |
| Baixa Algóvia (Unterallgäu)                                                | Rural  | Baviera                         | Mindelheim                                              |
| Bamberga (Bamberg)                                                         | Rural  | Baviera                         | Bamberga (Bamberg)                                      |
| Bamberga (Bamberg)                                                         | Urbano | Baviera                         |                                                         |
| Barnim                                                                     | Rural  | Brandemburgo                    | Eberswalde                                              |
| Bautzen                                                                    | Rural  | Saxónia                         | Bautzen                                                 |
| Bayreuth                                                                   | Rural  | Baviera                         | Bayreuth                                                |
| Bayreuth                                                                   | Urbano | Baviera                         |                                                         |
| Bentheim, Condado de (Grafschaft Bentheim)                                 | Rural  | Baixa Saxónia                   | Nordhorn                                                |
| Berchtesgaden, Terra de (Berchtesgadener Land)                             | Rural  | Baviera                         | Bad Reichenhall                                         |
| Berg Renano, Distrito do (Rheinisch-Bergischer Kreis)                      | Rural  | Renânia do Norte-Vestefália     | Bergisch Gladbach                                       |
| Bergstraße                                                                 | Rural  | Hesse                           | Heppenheim                                              |
| Berlim (Berlin)                                                            | Urbano | Berlim (Berlin)                 |                                                         |
| Bernkastel-Wittlich                                                        | Rural  | Renânia-Palatinado              | Wittlich                                                |
| Biberach                                                                   | Rural  | Bade-Vurtemberga                | Biberach no Riß (Biberach an der Riß)                   |
| Bielefeld                                                                  | Urbano | Renânia do Norte-Vestefália     |                                                         |
| Birkenfeld                                                                 | Rural  | Renânia-Palatinado              | Birkenfeld                                              |
| Bitburg-Prüm, Distrito do Eifel de (Eifelkreis Bitburg-Prüm)               | Rural  | Renânia-Palatinado              | Bitburg                                                 |
| Böblingen                                                                  | Rural  | Bade-Vurtemberga                | Böblingen                                               |
| Bochum                                                                     | Urbano | Renânia do Norte-Vestefália     |                                                         |
| Bona (Bonn)                                                                | Urbano | Renânia do Norte-Vestefália     |                                                         |
| Börde                                                                      | Rural  | Saxónia-Anhalt                  | Haldensleben                                            |
| Borken                                                                     | Rural  | Renânia do Norte-Vestefália     | Borken                                                  |
| Bottrop                                                                    | Urbano | Renânia do Norte-Vestefália     |                                                         |
| Brandemburgo no Havel (Brandenburg an der Havel)                           | Urbano | Brandemburgo                    |                                                         |
| Bremen                                                                     | Urbano | Bremen                          |                                                         |
| Bremerhaven                                                                | Urbano | Bremen                          |                                                         |
| Brisgóvia-Alta Floresta Negra (Breisgau-Hochschwarzwald)                   | Rural  | Bade-Vurtemberga                | Friburgo na Brisgóvia (Freiburg im Breisgau)            |
| Brunsvique (Braunschweig)                                                  | Urbano | Baixa Saxónia                   |                                                         |
| Burguenlândia, Distrito da (Burgenlandkreis)                               | Rural  | Saxónia-Anhalt                  | Naumburgo (Naumburg)                                    |
| Calw                                                                       | Rural  | Bade-Vurtemberga                | Calw                                                    |
| Celle                                                                      | Rural  | Baixa Saxónia                   | Celle                                                   |
| Cham                                                                       | Rural  | Baviera                         | Cham                                                    |
| Charneca, Distrito da (Heidekreis)                                         | Rural  | Baixa Saxónia                   | Bad Fallingbostel                                       |
| Chemnitz                                                                   | Urbano | Saxónia                         |                                                         |
| Cleves (Kleve)                                                             | Rural  | Renânia do Norte-Vestefália     | Cleves (Kleve)                                          |
| Clopemburgo (Cloppenburg)                                                  | Rural  | Baixa Saxónia                   | Clopemburgo (Cloppenburg)                               |
| Coblença (Koblenz)                                                         | Urbano | Renânia-Palatinado              |                                                         |
| Coburgo (Coburg)                                                           | Rural  | Baviera                         | Coburgo (Coburg)                                        |
| Coburgo (Coburg)                                                           | Urbano | Baviera                         |                                                         |
| Cochem-Zell                                                                | Rural  | Renânia-Palatinado              | Cochem                                                  |
| Coesfeld                                                                   | Rural  | Renânia do Norte-Vestefália     | Coesfeld                                                |
| Colónia (Köln)                                                             | Urbano | Renânia do Norte-Vestefália     |                                                         |
| Constança (Konstanz)                                                       | Rural  | Bade-Vurtemberga                | Constança (Konstanz)                                    |
| Cottbus                                                                    | Urbano | Brandemburgo                    |                                                         |
| Cuxhaven                                                                   | Rural  | Baixa Saxónia                   | Cuxhaven                                                |
| Dachau                                                                     | Rural  | Baviera                         | Dachau                                                  |
| Dahme-Floresta do Espreia (Dahme-Spreewald)                                | Rural  | Brandemburgo                    | Lübben                                                  |
| Danúbio-Ries (Donau-Ries)                                                  | Rural  | Baviera                         | Donauwörth                                              |
| Darmstadt                                                                  | Urbano | Hesse                           |                                                         |
| Darmstadt-Dieburg                                                          | Rural  | Hesse                           | Darmstadt-Dieburg (Darmstadt)                           |
| Deggendorf                                                                 | Rural  | Baviera                         | Deggendorf                                              |
| Delmenhorst                                                                | Urbano | Baixa Saxónia                   |                                                         |
| Dessávia-Roßlau (Dessau-Roßlau)                                            | Urbano | Saxónia-Anhalt                  |                                                         |
| Diepholz                                                                   | Rural  | Baixa Saxónia                   | Diepholz                                                |
| Dilinga (Dillingen)                                                        | Rural  | Baviera                         | Dillingen no Danúbio (Dillingen an der Donau)           |
| Dingolfing-Landau                                                          | Rural  | Baviera                         | Dingolfing                                              |
| Dithmarschen                                                               | Rural  | Eslésvico-Holsácia              | Heide                                                   |
| Donnersberg, Distrito do (Donnersbergkreis)                                | Rural  | Renânia-Palatinado              | Kirchheimbolanden                                       |
| Dortmund                                                                   | Urbano | Renânia do Norte-Vestefália     |                                                         |
| Dresda (Dresden)                                                           | Urbano | Saxónia                         |                                                         |
| Duisburgo (Duisburg)                                                       | Urbano | Renânia do Norte-Vestefália     |                                                         |
| Düren                                                                      | Rural  | Renânia do Norte-Vestefália     | Düren                                                   |
| Dusseldórfia (Düsseldorf)                                                  | Urbano | Renânia do Norte-Vestefália     |                                                         |
| Ebersberg                                                                  | Rural  | Baviera                         | Ebersberg                                               |
| Eichsfeld                                                                  | Rural  | Turíngia                        | Heilbad Heiligenstadt                                   |
| Eichstätt                                                                  | Rural  | Baviera                         | Eichstätt                                               |
| Eifel Vulcânico (Vulkaneifel)                                              | Rural  | Renânia-Palatinado              | Daun                                                    |
| Eisenach                                                                   | Urbano | Turíngia                        |                                                         |
| Elba-Elster (Elbe-Elster)                                                  | Rural  | Brandemburgo                    | Herzberg                                                |
| Emden                                                                      | Urbano | Baixa Saxónia                   |                                                         |
| Emmendingen                                                                | Rural  | Bade-Vurtemberga                | Emmendingen                                             |
| Emsland                                                                    | Rural  | Baixa Saxónia                   | Meppen                                                  |
| Ennepe-Ruhr, Distrito do (Ennepe-Ruhr-Kreis)                               | Rural  | Renânia do Norte-Vestefália     | Schwelm                                                 |
| Enz, Distrito do (Enzkreis)                                                | Rural  | Bade-Vurtemberga                | Pforzheim                                               |
| Erding                                                                     | Rural  | Baviera                         | Erding                                                  |
| Erfurt                                                                     | Urbano | Turíngia                        |                                                         |
| Erlangen                                                                   | Urbano | Baviera                         |                                                         |
| Erlangen-Höchstadt                                                         | Rural  | Baviera                         | Erlangen                                                |
| Eslésvico-Flensburgo (Schleswig-Flensburg)                                 | Rural  | Eslésvico-Holsácia              | Eslésvico (Schleswig)                                   |
| Eslinga (Esslingen)                                                        | Rural  | Bade-Vurtemberga                | Eslinga no Necar (Esslingen am Neckar)                  |
| Esmalcalda-Meiningen (Schmalkalden-Meiningen)                              | Rural  | Turíngia                        | Meiningen                                               |
| Espira (Speyer)                                                            | Urbano | Renânia-Palatinado              |                                                         |
| Espreia-Neiße (Spree-Neiße)                                                | Rural  | Brandemburgo                    | Forst                                                   |
| Éssen (Essen)                                                              | Urbano | Renânia do Norte-Vestefália     |                                                         |
| Estrada do Vinho do Sudoeste (Südliche Weinstraße)                         | Rural  | Renânia-Palatinado              | Landau                                                  |
| Estugarda (Stuttgart)                                                      | Urbano | Bade-Vurtemberga                |                                                         |
| Euskirchen                                                                 | Rural  | Renânia do Norte-Vestefália     | Euskirchen                                              |
| Flensburgo (Flensburg)                                                     | Urbano | Eslésvico-Holsácia              |                                                         |
| Floresta de Oden, Distrito da (Odenwaldkreis)                              | Rural  | Hesse                           | Erbach                                                  |
| Floresta Negra-Baar, Distrito da (Schwarzwald-Baar-Kreis)                  | Rural  | Bade-Vurtemberga                | Villingen-Schwenningen                                  |
| Floresta Ocidental, Distrito da (Westerwaldkreis)                          | Rural  | Renânia-Palatinado              | Montabaur                                               |
| Forchheim                                                                  | Rural  | Baviera                         | Forchheim                                               |
| Frankenthal                                                                | Urbano | Renânia-Palatinado              |                                                         |
| Frankfurt no Meno (Frankfurt am Main)                                      | Urbano | Hesse                           |                                                         |
| Frankfurt no Óder (Frankfurt an der Oder)                                  | Urbano | Brandemburgo                    |                                                         |
| Freudenstadt                                                               | Rural  | Bade-Vurtemberga                | Freudenstadt                                            |
| Freyung-Grafenau                                                           | Rural  | Baviera                         | Freyung                                                 |
| Friburgo na Brisgóvia (Freiburg im Breisgau)                               | Urbano | Bade-Vurtemberga                |                                                         |
| Frísia (Friesland)                                                         | Rural  | Baixa Saxónia                   | Jever                                                   |
| Frísia do Norte (Nordfriesland)                                            | Rural  | Eslésvico-Holsácia              | Husum                                                   |
| Frisinga (Freising)                                                        | Rural  | Baviera                         | Frisinga (Freising)                                     |
| Fulda                                                                      | Rural  | Hesse                           | Fulda                                                   |
| Fürstenfeldbruck                                                           | Rural  | Baviera                         | Fürstenfeldbruck                                        |
| Fürth                                                                      | Rural  | Baviera                         | Zirndorf                                                |
| Fürth                                                                      | Urbano | Baviera                         |                                                         |
| Garmisch-Partenkirchen                                                     | Rural  | Baviera                         | Garmisch-Partenkirchen                                  |
| Gelsenkirchen                                                              | Urbano | Renânia do Norte-Vestefália     |                                                         |
| Gera                                                                       | Urbano | Turíngia                        |                                                         |
| Germersheim                                                                | Rural  | Renânia-Palatinado              | Germersheim                                             |
| Gießen                                                                     | Rural  | Hesse                           | Gießen                                                  |
| Gifhorn                                                                    | Rural  | Baixa Saxónia                   | Gifhorn                                                 |
| Göppingen                                                                  | Rural  | Bade-Vurtemberga                | Göppingen                                               |
| Görlitz                                                                    | Rural  | Saxónia                         | Görlitz                                                 |
| Goslar                                                                     | Rural  | Baixa Saxónia                   | Goslar                                                  |
| Gota (Gotha)                                                               | Rural  | Turíngia                        | Gota (Gotha)                                            |
| Gotinga (Göttingen)                                                        | Rural  | Baixa Saxónia                   | Gotinga (Göttingen)                                     |
| Gotinga (Göttingen)                                                        | Urbano | Baixa Saxónia                   |                                                         |
| Greiz                                                                      | Rural  | Turíngia                        | Greiz                                                   |
| Groß-Gerau                                                                 | Rural  | Hesse                           | Groß-Gerau                                              |
| Gunzburgo (Günzburg)                                                       | Rural  | Baviera                         | Gunzburgo (Günzburg)                                    |
| Gütersloh                                                                  | Rural  | Renânia do Norte-Vestefália     | Gütersloh                                               |
| Hagen                                                                      | Urbano | Renânia do Norte-Vestefália     |                                                         |
| Halle                                                                      | Urbano | Saxónia-Anhalt                  |                                                         |
| Hamburgo (Hamburg)                                                         | Urbano | Hamburgo                        |                                                         |
| Hamelim-Pirmonte (Hameln-Pyrmont)                                          | Rural  | Baixa Saxónia                   | Hamelim (Hameln)                                        |
| Hamm                                                                       | Urbano | Renânia do Norte-Vestefália     |                                                         |
| Hanôver, Região de (Region Hannover)                                       | Rural  | Baixa Saxónia                   | Hanôver (Hannover)                                      |
| Hanôver (Hannover)                                                         | Urbano | Baixa Saxónia                   |                                                         |
| Harburgo (Harburg)                                                         | Rural  | Baixa Saxónia                   | Winsen                                                  |
| Harz                                                                       | Rural  | Saxónia-Anhalt                  | Halberstadt                                             |
| Haßberge                                                                   | Rural  | Baviera                         | Haßfurt                                                 |
| Havelland                                                                  | Rural  | Brandemburgo                    | Rathenow                                                |
| Heidelberga (Heidelberg)                                                   | Urbano | Bade-Vurtemberga                |                                                         |
| Heidenheim                                                                 | Rural  | Bade-Vurtemberga                | Heidenheim no Brenz (Heidenheim an der Brenz)           |
| Heilbronn                                                                  | Rural  | Bade-Vurtemberga                | Heilbronn                                               |
| Heilbronn                                                                  | Urbano | Bade-Vurtemberga                |                                                         |
| Heinsberg                                                                  | Rural  | Renânia do Norte-Vestefália     | Heinsberg                                               |
| Helmstedt                                                                  | Rural  | Baixa Saxónia                   | Helmstedt                                               |
| Herford                                                                    | Rural  | Renânia do Norte-Vestefália     | Herford                                                 |
| Herne                                                                      | Urbano | Renânia do Norte-Vestefália     |                                                         |
| Hersfeld-Rotemburgo (Hersfeld-Rotenburg)                                   | Rural  | Hesse                           | Bad Hersfeld                                            |
| Hildburghausen                                                             | Rural  | Turíngia                        | Hildburghausen                                          |
| Hildesheim                                                                 | Rural  | Baixa Saxónia                   | Hildesheim                                              |
| Hof                                                                        | Rural  | Baviera                         | Hof                                                     |
| Hof                                                                        | Urbano | Baviera                         |                                                         |
| Hohenlohe                                                                  | Rural  | Bade-Vurtemberga                | Künzelsau                                               |
| Holsácia Oriental (Ostholstein)                                            | Rural  | Eslésvico-Holsácia              | Eutin                                                   |
| Holzminden                                                                 | Rural  | Baixa Saxónia                   | Holzminden                                              |
| Höxter                                                                     | Rural  | Renânia do Norte-Vestefália     | Höxter                                                  |
| Iena (Jena)                                                                | Urbano | Turíngia                        |                                                         |
| Ilm, Distrito do (Ilm-Kreis)                                               | Rural  | Turíngia                        | Arnstadt                                                |
| Ingolstádio (Ingolstadt)                                                   | Urbano | Baviera                         |                                                         |
| Jerichow, Terra de (Jerichower Land)                                       | Rural  | Saxónia-Anhalt                  | Burg                                                    |
| Kaiserslautern                                                             | Rural  | Renânia-Palatinado              | Kaiserslautern                                          |
| Kaiserslautern                                                             | Urbano | Renânia-Palatinado              |                                                         |
| Karlsruhe                                                                  | Rural  | Bade-Vurtemberga                | Karlsruhe                                               |
| Karlsruhe                                                                  | Urbano | Bade-Vurtemberga                |                                                         |
| Kassel                                                                     | Rural  | Hesse                           | Kassel                                                  |
| Kassel                                                                     | Urbano | Hesse                           |                                                         |
| Kaufbeuren                                                                 | Urbano | Baviera                         |                                                         |
| Kelheim                                                                    | Rural  | Baviera                         | Kelheim                                                 |
| Kempten                                                                    | Urbano | Baviera                         |                                                         |
| Kiel                                                                       | Urbano | Eslésvico-Holsácia              |                                                         |
| Kitzingen                                                                  | Rural  | Baviera                         | Kitzingen                                               |
| Krefeld                                                                    | Urbano | Renânia do Norte-Vestefália     |                                                         |
| Kronach                                                                    | Rural  | Baviera                         | Kronach                                                 |
| Kulmbach                                                                   | Rural  | Baviera                         | Kulmbach                                                |
| Kusel                                                                      | Rural  | Renânia-Palatinado              | Kusel                                                   |
| Kyffhäuser, Distrito do (Kyffhäuserkreis)                                  | Rural  | Turíngia                        | Sondershausen                                           |
| Lago de Constança, Distrito do (Bodenseekreis)                             | Rural  | Bade-Vurtemberga                | Porto de Frederico (Friedrichshafen)                    |
| Landau                                                                     | Urbano | Renânia-Palatinado              |                                                         |
| Landsberg                                                                  | Rural  | Baviera                         | Landsberg no Lech (Landsberg am Lech)                   |
| Landshut                                                                   | Rural  | Baviera                         | Landshut                                                |
| Landshut                                                                   | Urbano | Baviera                         |                                                         |
| Lano-Dill, Distrito do (Lahn-Dill-Kreis)                                   | Rural  | Hesse                           | Wetzlar                                                 |
| Lauemburgo, Ducado de (Herzogtum Lauenburg)                                | Rural  | Eslésvico-Holsácia              | Ratzeburg                                               |
| Leer                                                                       | Rural  | Baixa Saxónia                   | Leer                                                    |
| Leipzig                                                                    | Rural  | Saxónia                         | Borna                                                   |
| Leipzig                                                                    | Urbano | Saxónia                         |                                                         |
| Leverkusen                                                                 | Urbano | Renânia do Norte-Vestefália     |                                                         |
| Lezíria do Weser (Wesermarsch)                                             | Rural  | Baixa Saxónia                   | Brake                                                   |
| Lichtenfels                                                                | Rural  | Baviera                         | Lichtenfels                                             |
| Limburgo-Veilburgo (Limburg-Weilburg)                                      | Rural  | Hesse                           | Limburgo no Lano (Limburg an der Lahn)                  |
| Lindau                                                                     | Rural  | Baviera                         | Lindau                                                  |
| Lipa (Lippe)                                                               | Rural  | Renânia do Norte-Vestefália     | Detmold                                                 |
| Lörrach                                                                    | Rural  | Bade-Vurtemberga                | Lörrach                                                 |
| Lubeque (Lübeck)                                                           | Urbano | Eslésvico-Holsácia              |                                                         |
| Lüchow-Dannenberg                                                          | Rural  | Baixa Saxónia                   | Lüchow                                                  |
| Ludwigshafen no Reno (Ludwigshafen am Rhein)                               | Urbano | Renânia-Palatinado              |                                                         |
| Ludwigslust-Parchim                                                        | Rural  | Meclemburgo-Pomerânia Ocidental | Parchim                                                 |
| Luisburgo (Ludwigsburg)                                                    | Rural  | Bade-Vurtemberga                | Luisburgo (Ludwigsburg)                                 |
| Luneburgo (Lüneburg)                                                       | Rural  | Baixa Saxónia                   | Luneburgo (Lüneburg)                                    |
| Magdeburgo (Magdeburg)                                                     | Urbano | Saxónia-Anhalt                  |                                                         |
| Mannheim                                                                   | Urbano | Bade-Vurtemberga                |                                                         |
| Mansfeld-Harz do Sul (Mansfeld-Südharz)                                    | Rural  | Saxónia-Anhalt                  | Sangerhausen                                            |
| Marburgo-Biedenkopf (Marburg-Biedenkopf)                                   | Rural  | Hesse                           | Marburgo (Marburg)                                      |
| Mark, Distrito de (Märkischer Kreis)                                       | Rural  | Renânia do Norte-Vestefália     | Lüdenscheid                                             |
| Mayen-Coblença (Mayen-Koblenz)                                             | Rural  | Renânia-Palatinado              | Coblença (Koblenz)                                      |
| Meclemburgo do Noroeste (Nordwestmecklenburg)                              | Rural  | Meclemburgo-Pomerânia Ocidental | Wismar                                                  |
| Memmingen                                                                  | Urbano | Baviera                         |                                                         |
| Meno-Kinzig, Distrito do (Main-Kinzig-Kreis)                               | Rural  | Hesse                           | Gelnhausen                                              |
| Meno-Spessart (Main-Spessart)                                              | Rural  | Baviera                         | Karlstadt no Meno (Karlstadt am Main)                   |
| Meno-Tauber, Distrito do (Main-Tauber-Kreis)                               | Rural  | Bade-Vurtemberga                | Tauberbischofsheim                                      |
| Meno-Taunus, Distrito do (Main-Taunus-Kreis)                               | Rural  | Hesse                           | Hofheim                                                 |
| Merzig-Wadern                                                              | Rural  | Sarre                           | Merzig                                                  |
| Mettmann                                                                   | Rural  | Renânia do Norte-Vestefália     | Mettmann                                                |
| Miesbach                                                                   | Rural  | Baviera                         | Miesbach                                                |
| Miltemberga (Miltenberg)                                                   | Rural  | Baviera                         | Miltemberga (Miltenberg)                                |
| Minden-Lübbecke                                                            | Rural  | Renânia do Norte-Vestefália     | Minden                                                  |
| Mísnia (Meißen)                                                            | Rural  | Saxónia                         | Mísnia (Meißen)                                         |
| Mogúncia (Mainz)                                                           | Urbano | Renânia-Palatinado              |                                                         |
| Mogúncia-Bingen (Mainz-Bingen)                                             | Rural  | Renânia-Palatinado              | Ingelheim no Reno (Ingelheim am Rhein)                  |
| Monastério (Münster)                                                       | Urbano | Renânia do Norte-Vestefália     |                                                         |
| Mönchengladbach                                                            | Urbano | Renânia do Norte-Vestefália     |                                                         |
| Montes Metalíferos, Distrito dos (Erzgebirgskreis)                         | Rural  | Saxónia                         | Annaberg-Buchholz                                       |
| Mühldorf                                                                   | Rural  | Baviera                         | Mühldorf                                                |
| Mülheim no Ruhr (Mülheim an der Ruhr)                                      | Urbano | Renânia do Norte-Vestefália     |                                                         |
| Munique (München)                                                          | Rural  | Baviera                         | Munique (München)                                       |
| Munique (München)                                                          | Urbano | Baviera                         |                                                         |
| Necar-Floresta de Oden, Distrito do (Neckar-Odenwald-Kreis)                | Rural  | Bade-Vurtemberga                | Mosbach                                                 |
| Neuburgo-Schrobenhausen (Neuburg-Schrobenhausen)                           | Rural  | Baviera                         | Neuburgo no Danúbio (Neuburg an der Donau)              |
| Neumarkt                                                                   | Rural  | Baviera                         | Neumarkt no Alto Palatinado (Neumarkt in der Oberpfalz) |
| Neumünster                                                                 | Urbano | Eslésvico-Holsácia              |                                                         |
| Neunkirchen                                                                | Rural  | Sarre                           | Ottweiler                                               |
| Neuss, Distrito do Reno de (Rhein-Kreis Neuss)                             | Rural  | Renânia do Norte-Vestefália     | Neuss                                                   |
| Neustadt (Aisch)-Bad Windsheim                                             | Rural  | Baviera                         | Neustadt no Aisch (Neustadt an der Aisch)               |
| Neustadt no Waldnaab (Neustadt an der Waldnaab)                            | Rural  | Baviera                         | Neustadt no Waldnaab (Neustadt an der Waldnaab)         |
| Neustadt na Estrada do Vinho (Neustadt an der Weinstraße)                  | Urbano | Renânia-Palatinado              |                                                         |
| Neu-Ulm                                                                    | Rural  | Baviera                         | Neu-Ulm                                                 |
| Neuwied                                                                    | Rural  | Renânia-Palatinado              | Neuwied                                                 |
| Niemburgo (Nienburg)                                                       | Rural  | Baixa Saxónia                   | Niemburgo/Weser (Nienburg/Weser)                        |
| Nordhausen                                                                 | Rural  | Turíngia                        | Nordhausen                                              |
| Northeim                                                                   | Rural  | Baixa Saxónia                   | Northeim                                                |
| Nuremberga (Nürnberg)                                                      | Urbano | Baviera                         |                                                         |
| Nuremberga, Terra de (Nürnberger Land)                                     | Rural  | Baviera                         | Lauf no Pegnitz (Lauf an der Pegnitz)                   |
| Oberhausen                                                                 | Urbano | Renânia do Norte-Vestefália     |                                                         |
| Óder-Espreia (Oder-Spree)                                                  | Rural  | Brandemburgo                    | Beeskow                                                 |
| Oderlândia da Marca (Märkisch-Oderland)                                    | Rural  | Brandemburgo                    | Seelow                                                  |
| Offenbach                                                                  | Rural  | Hesse                           | Dietzenbach                                             |
| Offenbach no Meno (Offenbach am Main)                                      | Urbano | Hesse                           |                                                         |
| Oldemburgo (Oldenburg)                                                     | Rural  | Baixa Saxónia                   | Wildeshausen                                            |
| Oldemburgo (Oldenburg)                                                     | Urbano | Baixa Saxónia                   |                                                         |
| Olpe                                                                       | Rural  | Renânia do Norte-Vestefália     | Olpe                                                    |
| Ortenau, Distrito de (Ortenaukreis)                                        | Rural  | Bade-Vurtemberga                | Ofemburgo (Offenburg)                                   |
| Osnabruque (Osnabrück)                                                     | Rural  | Baixa Saxónia                   | Osnabruque (Osnabrück)                                  |
| Osnabruque (Osnabrück)                                                     | Urbano | Baixa Saxónia                   |                                                         |
| Osterholz                                                                  | Rural  | Baixa Saxónia                   | Osterholz-Scharmbeck                                    |
| Paderborn                                                                  | Rural  | Renânia do Norte-Vestefália     | Paderborn                                               |
| Palatinado do Sudoeste (Südwestpfalz)                                      | Rural  | Renânia-Palatinado              | Pirmasens                                               |
| Passau                                                                     | Rural  | Baviera                         | Passau                                                  |
| Passau                                                                     | Urbano | Baviera                         |                                                         |
| Peine                                                                      | Rural  | Baixa Saxónia                   | Peine                                                   |
| Pfaffenhofen                                                               | Rural  | Baviera                         | Pfaffenhofen no Ilm (Pfaffenhofen an der Ilm)           |
| Pforzheim                                                                  | Urbano | Bade-Vurtemberga                |                                                         |
| Pinneberg                                                                  | Rural  | Eslésvico-Holsácia              | Pinneberg                                               |
| Pirmasens                                                                  | Urbano | Renânia-Palatinado              |                                                         |
| Planalto Lacustre Meclemburguês (Mecklenburgische Seenplatte)              | Rural  | Meclemburgo-Pomerânia Ocidental | Nova Brandemburgo (Neubrandenburg)                      |
| Plön                                                                       | Rural  | Eslésvico-Holsácia              | Plön                                                    |
| Pomerânia Ocidental-Greifswald (Vorpommern-Greifswald)                     | Rural  | Meclemburgo-Pomerânia Ocidental | Greifswald                                              |
| Pomerânia Ocidental-Rúgia (Vorpommern-Rügen)                               | Rural  | Meclemburgo-Pomerânia Ocidental | Stralsund                                               |
| Potsdam                                                                    | Urbano | Brandemburgo                    |                                                         |
| Potsdam-Marca Central (Potsdam-Mittelmark)                                 | Rural  | Brandemburgo                    | Bad Belzig                                              |
| Prignitz                                                                   | Rural  | Brandemburgo                    | Perleberg                                               |
| Prignitz Oriental-Ruppin (Ostprignitz-Ruppin)                              | Rural  | Brandemburgo                    | Neuruppin                                               |
| Rastatt                                                                    | Rural  | Bade-Vurtemberga                | Rastatt                                                 |
| Ratisbona (Regensburg)                                                     | Rural  | Baviera                         | Ratisbona (Regensburg                                   |
| Ratisbona (Regensburg)                                                     | Urbano | Baviera                         |                                                         |
| Ravensburgo (Ravensburg)                                                   | Rural  | Bade-Vurtemberga                | Ravensburgo (Ravensburg)                                |
| Recklinghausen                                                             | Rural  | Renânia do Norte-Vestefália     | Recklinghausen                                          |
| Regen                                                                      | Rural  | Baviera                         | Regen                                                   |
| Rems-Murr, Distrito do (Rems-Murr-Kreis)                                   | Rural  | Bade-Vurtemberga                | Waiblingen                                              |
| Remscheid                                                                  | Urbano | Renânia do Norte-Vestefália     |                                                         |
| Rendsburgo-Eckernförde (Rendsburg-Eckernförde)                             | Rural  | Eslésvico-Holsácia              | Rendsburgo (Rendsburg)                                  |
| Reno-Erft, Distrito do (Rhein-Erft-Kreis)                                  | Rural  | Renânia do Norte-Vestefália     | Bergheim                                                |
| Reno-Hunsrück, Distrito do (Rhein-Hunsrück-Kreis)                          | Rural  | Renânia-Palatinado              | Simmern/Hunsrück                                        |
| Reno-Lano, Distrito do (Rhein-Lahn-Kreis)                                  | Rural  | Renânia-Palatinado              | Bad Ems                                                 |
| Reno-Necar, Distrito do (Rhein-Neckar-Kreis)                               | Rural  | Bade-Vurtemberga                | Heidelberga (Heidelberg)                                |
| Reno-Palatinado, Distrito do (Rhein-Pfalz-Kreis)                           | Rural  | Renânia-Palatinado              | Ludwigshafen no Reno (Ludwigshafen am Rhein)            |
| Reno-Sieg, Distrito do (Rhein-Sieg-Kreis)                                  | Rural  | Renânia do Norte-Vestefália     | Siegburg                                                |
| Reutlingen                                                                 | Rural  | Bade-Vurtemberga                | Reutlingen                                              |
| Rheingau-Taunus, Distrito de (Rheingau-Taunus-Kreis)                       | Rural  | Hesse                           | Bad Schwalbach                                          |
| Rhön-Grabfeld                                                              | Rural  | Baviera                         | Bad Neustadt no Saale (Bad Neustadt an der Saale)       |
| Rosenheim                                                                  | Rural  | Baviera                         | Rosenheim                                               |
| Rosenheim                                                                  | Urbano | Baviera                         |                                                         |
| Rostoque (Rostock)                                                         | Rural  | Meclemburgo-Pomerânia Ocidental | Güstrow                                                 |
| Rostoque (Rostock)                                                         | Urbano | Meclemburgo-Pomerânia Ocidental |                                                         |
| Rotemburgo (Rotenburg)                                                     | Rural  | Baixa Saxónia                   | Rotemburgo no Wümme (Rotenburg an der Wümme)            |
| Roth                                                                       | Rural  | Baviera                         | Roth                                                    |
| Rottal-Inn                                                                 | Rural  | Baviera                         | Pfarrkirchen                                            |
| Rottweil                                                                   | Rural  | Bade-Vurtemberga                | Rottweil                                                |
| Saale, Distrito do (Saalekreis)                                            | Rural  | Saxónia-Anhalt                  | Merseburgo (Merseburg)                                  |
| Saale-Holzelândia, Distrito do (Saale-Holzland-Kreis)                      | Rural  | Turíngia                        | Eisenberg                                               |
| Saale-Orla, Distrito do (Saale-Orla-Kreis)                                 | Rural  | Turíngia                        | Schleiz                                                 |
| Saalfeld-Rudolstadt                                                        | Rural  | Turíngia                        | Saalfeld                                                |
| Salzwedel, Distrito da Altmark de (Altmarkkreis Salzwedel)                 | Rural  | Saxónia-Anhalt                  | Salzwedel                                               |
| Sarbruque, Associação Regional de (Regionalverband Saarbrücken)            | Rural  | Sarre                           | Sarbruque                                               |
| Sarreluís (Saarlouis)                                                      | Rural  | Sarre                           | Sarreluís (Saarlouis)                                   |
| Sarre-Palatinado (Saarpfalz)                                               | Rural  | Sarre                           | Homburgo (Homburg)                                      |
| Salzgitter                                                                 | Urbano | Baixa Saxónia                   |                                                         |
| Salzelândia, Distrito da (Salzlandkreis)                                   | Rural  | Saxónia-Anhalt                  | Bernburgo (Bernburg)                                    |
| São Vendelino (Sankt Wendel)                                               | Rural  | Sarre                           | São Vendelino (Sankt Wendel)                            |
| Saxónia Central (Mittelsachsen)                                            | Rural  | Saxónia                         | Freiberga (Freiberg)                                    |
| Saxónia do Norte (Nordsachsen)                                             | Rural  | Saxónia                         | Torgau                                                  |
| Schaumburgo (Schaumburg)                                                   | Rural  | Baixa Saxónia                   | Stadthagen                                              |
| Schwabach                                                                  | Urbano | Baviera                         |                                                         |
| Schwäbisch Hall                                                            | Rural  | Bade-Vurtemberga                | Schwäbisch Hall                                         |
| Schwalm-Eder, Distrito do (Schwalm-Eder-Kreis)                             | Rural  | Hesse                           | Homberg                                                 |
| Schwandorf                                                                 | Rural  | Baviera                         | Schwandorf                                              |
| Schweinfurt                                                                | Rural  | Baviera                         | Schweinfurt                                             |
| Schweinfurt                                                                | Urbano | Baviera                         |                                                         |
| Schwerin                                                                   | Urbano | Meclemburgo-Pomerânia Ocidental |                                                         |
| Segeberg                                                                   | Rural  | Eslésvico-Holsácia              | Bad Segeberg                                            |
| Siegen-Wittgenstein                                                        | Rural  | Renânia do Norte-Vestefália     | Siegen                                                  |
| Sigmaringa (Sigmaringen)                                                   | Rural  | Bade-Vurtemberga                | Sigmaringa (Sigmaringen)                                |
| Soest                                                                      | Rural  | Renânia do Norte-Vestefália     | Soest                                                   |
| Solingen                                                                   | Urbano | Renânia do Norte-Vestefália     |                                                         |
| Sömmerda                                                                   | Rural  | Turíngia                        | Sömmerda                                                |
| Sonneberg                                                                  | Rural  | Turíngia                        | Sonneberg                                               |
| Stade                                                                      | Rural  | Baixa Saxónia                   | Stade                                                   |
| Starnberg                                                                  | Rural  | Baviera                         | Starnberg                                               |
| Steinburgo (Steinburg)                                                     | Rural  | Eslésvico-Holsácia              | Itzehoe                                                 |
| Steinfurt                                                                  | Rural  | Renânia do Norte-Vestefália     | Steinfurt                                               |
| Stendal                                                                    | Rural  | Saxónia-Anhalt                  | Stendal                                                 |
| Stormarn                                                                   | Rural  | Eslésvico-Holsácia              | Bad Oldesloe                                            |
| Straubing                                                                  | Urbano | Baviera                         |                                                         |
| Straubing-Bogen                                                            | Rural  | Baviera                         | Straubing                                               |
| Suhl                                                                       | Urbano | Turíngia                        |                                                         |
| Suíça Saxã-Montes Metalíferos Orientais (Sächsische Schweiz-Osterzgebirge) | Rural  | Saxónia                         | Pirna                                                   |
| Teltow-Fläming                                                             | Rural  | Brandemburgo                    | Luckenwalde                                             |
| Tirschenreuth                                                              | Rural  | Baviera                         | Tirschenreuth                                           |
| Traunstein                                                                 | Rural  | Baviera                         | Traunstein                                              |
| Tréveris (Trier)                                                           | Urbano | Renânia-Palatinado              |                                                         |
| Tréveris-Sarreburgo (Trier-Saarburg)                                       | Rural  | Renânia-Palatinado              | Tréveris (Trier)                                        |
| Tubinga (Tübingen)                                                         | Rural  | Bade-Vurtemberga                | Tubinga (Tübingen)                                      |
| Tuttlingen                                                                 | Rural  | Bade-Vurtemberga                | Tuttlingen                                              |
| Marca do Ucker (Uckermark)                                                 | Rural  | Brandemburgo                    | Prenzlau                                                |
| Uelzen                                                                     | Rural  | Baixa Saxónia                   | Uelzen                                                  |
| Ulm                                                                        | Urbano | Bade-Vurtemberga                |                                                         |
| Unna                                                                       | Rural  | Renânia do Norte-Vestefália     | Unna                                                    |
| Unstrut-Hainich, Distrito do (Unstrut-Hainich-Kreis)                       | Rural  | Turíngia                        | Mühlhausen                                              |
| Vechta                                                                     | Rural  | Baixa Saxónia                   | Vechta                                                  |
| Verden                                                                     | Rural  | Baixa Saxónia                   | Verden                                                  |
| Viersen                                                                    | Rural  | Renânia do Norte-Vestefália     | Viersen                                                 |
| Vitemberga (Wittenberg)                                                    | Rural  | Saxónia-Anhalt                  | Vitemberga (Wittenberg)                                 |
| Vogelsberg, Distrito do (Vogelsbergkreis)                                  | Rural  | Hesse                           | Lauterbach                                              |
| Vogtland, Distrito de (Vogtlandkreis)                                      | Rural  | Saxónia                         | Plauen                                                  |
| Volfembutel (Wolfenbüttel)                                                 | Rural  | Baixa Saxónia                   | Volfembutel (Wolfenbüttel)                              |
| Vurzburgo (Würzburg)                                                       | Rural  | Baviera                         | Vurzburgo (Würzburg)                                    |
| Vurzburgo (Würzburg)                                                       | Urbano | Baviera                         |                                                         |
| Waldeck-Frankenberg                                                        | Rural  | Hesse                           | Korbach                                                 |
| Waldshut                                                                   | Rural  | Bade-Vurtemberga                | Waldshut-Tiengen                                        |
| Warendorf                                                                  | Rural  | Renânia do Norte-Vestefália     | Warendorf                                               |
| Wartburgo, Distrito de (Wartburgkreis)                                     | Rural  | Turíngia                        | Eisenach                                                |
| Weiden no Alto Palatinado (Weiden in der Oberpfalz)                        | Urbano | Baviera                         |                                                         |
| Weilheim-Schongau                                                          | Rural  | Baviera                         | Weilheim na Alta Baviera (Weilheim in Oberbayern)       |
| Weimar                                                                     | Urbano | Turíngia                        |                                                         |
| Weimar, Terra de (Weimarer Land)                                           | Rural  | Turíngia                        | Apolda                                                  |
| Weissemburgo-Gunzenhausen (Weißenburg-Gunzenhausen)                        | Rural  | Baviera                         | Weissemburgo na Baviera (Weißenburg in Bayern)          |
| Werra-Meißner, Distrito do (Werra-Meißner-Kreis)                           | Rural  | Hesse                           | Eschwege                                                |
| Wesel                                                                      | Rural  | Renânia do Norte-Vestefália     | Wesel                                                   |
| Wetterau, Distrito de (Wetteraukreis)                                      | Rural  | Hesse                           | Friedberg                                               |
| Viesbade (Wiesbaden)                                                       | Urbano | Hesse                           |                                                         |
| Wilhelmshaven                                                              | Urbano | Baixa Saxónia                   |                                                         |
| Wittmund                                                                   | Rural  | Baixa Saxónia                   | Wittmund                                                |
| Wolfsburgo (Wolfsburgo)                                                    | Urbano | Baixa Saxónia                   |                                                         |
| Worms                                                                      | Urbano | Renânia-Palatinado              |                                                         |
| Wunsiedel                                                                  | Rural  | Baviera                         | Wunsiedel                                               |
| Wuppertal                                                                  | Urbano | Renânia do Norte-Vestefália     |                                                         |
| Zweibrücken                                                                | Urbano | Renânia-Palatinado              |                                                         |
| Zwickau                                                                    | Rural  | Saxónia                         | Zwickau                                                 |